# Hagbarth Schjøtt
Hagbarth Schjøtt (* 9. Mai 1894 in Bergen; † 9. September 1994 ebenda) war ein norwegischer Geschäftsmann.

## Leben
Der gebürtige Bergener Hagbarth Schjøtt, Spross einer Unternehmerfamilie, Sohn des Leiters des Werks H. E. Schjøtt & Co, August Schjøtt und dessen Ehegattin Børrea Elisabeth geborene Pedersen, erhielt seine Ausbildung in England sowie in den Vereinigten Staaten. Nachdem er in der Folgezeit im Familienbetrieb angestellt gewesen war, gründete er 1926 in Bryggen sein eigenes Unternehmen, nämlich die unter dem Namen Hagbarth Schjøtt A/S firmierende Textilfabrik, spezialisiert auf die Fertigung von Konfektionskleidung. Das kontinuierlich expandierende Unternehmen, in dem sein jüngerer Bruder Olvar Schjøtt als Manager eingesetzt war, beschäftigte in seiner Spitzenzeit 600 Mitarbeiter, 1993 musste es Konkurs anmelden.
Hagbarth Schjøtt gehörte darüber hinaus dem Vorstand des Norges Industriforbund an. Schjøtt war mit Borghild geborene Johannesen verheiratet. Aus dieser Ehe entstammten fünf Kinder, darunter der Widerstandskämpfer während der Zeit der deutschen Besetzung Norwegens und spätere Geschäftsmann Hagbarth Schjøtt junior. Nachdem Hagbarth Schjøtt im Mai 1994 seinen 100. Geburtstag feiern konnte, verstarb er im September des gleichen Jahres in seiner Heimatstadt Bergen.